# Academisch ziekenhuis Haukeland
Academisch ziekenhuis Haukeland (Noors: Haukeland universitetssykehus) in Bergen is een ziekenhuis in Noorwegen.
Dit medisch centrum is verbonden aan de Universiteit van Bergen. Op 1 januari 2002 was er een fusie van het ziekenhuis met tien andere instellingen met de naam Helse Bergen HF. Tegenwoordig is de naam Academisch ziekenhuis Haukeland in gebruik.